# Mergus australis
Mergus australis е изчезнал вид птица от семейство Патицови (Anatidae).

## Разпространение
Видът е разпространен в Нова Зеландия.